# Hans-Heinz Daweke
Hans-Heinz Daweke (* 24. August 1926 in Aachen; † 27. Februar 1996 in Frankfurt am Main) war ein deutscher Kontrabassist.

## Leben und Wirken
Hans-Heinz Daweke studierte Kontrabass bei Heinz Detering in Köln und spielte seit 1945 im Orchester. Von 1950 bis 1952 wirkte er als Solokontrabassist in Braunschweig und von 1952 bis 1991 ebenfalls als Solokontrabassist im Frankfurter Opern- und Museumsorchester u. a. unter Georg Solti, Christoph von Dohnányi, Michael Gielen und Gary Bertini. In den Jahren 1974 und 1975 war er Solokontrabassist des Bayreuther Festspielorchesters. 1966 wurde er zum Kammermusiker ernannt.
Daweke wirkte zudem in verschiedenen Kammermusik-Ensembles und wurde außerdem überregional für bedeutende Konzert-Aufführungen, Uraufführungen und Schallplatteneinspielungen engagiert, zum Beispiel in Zusammenarbeit mit dem Bachchor Mainz, dem Bachorchester Mainz, dem Bachorchester Frankfurt und dem Collegium Instrumentale Alois Kottmann. Er war unter anderem Solist der Uraufführung des Konzerts für Kontrabass und Streichorchester op. 73 von Victor Bruns (1984) mit dem Orchester der Philharmonischen Gesellschaft Frankfurt in Zusammenarbeit mit Helmut Steinbach.